# Przeraźliwe łoże
Przeraźliwe łoże – polski dreszczowiec z 1967 roku w reżyserii Witolda Lesiewicza, zrealizowany na podstawie noweli Williama Collinsa. Film z cyklu Świat grozy. Fabuła opiera się na zwięzłej i precyzyjnej kompozycji klamrowej. Zdjęcia kręcono w Gdańsku i Sopocie.

## Główne role
- Maria Ciesielska – Jane, właścicielka kasyna
- Aleksandra Karzyńska – Liza, siostra Jane
- Wiesław Gołas – Tom
- Tadeusz Kondrat – obserwujący wyścig myszy
- Leon Niemczyk – gracz Millvi